# Plumion
Der Plumion ist ein Fluss in Frankreich, der im Département Ardennes in der Region Grand Est verläuft. Er entspringt unter dem Namen Ruisseau de la Rosière, im Waldgebiet Forêt Domaniale de Signy-l’Abbaye, an der Gemeindegrenze von Signy-l’Abbaye und Wagnon, entwässert generell Richtung Südwest und mündet nach rund 24 Kilometern an der Gemeindegrenze von Inaumont und Arnicourt als linker Nebenfluss in die Vaux.

## Orte am Fluss
(Reihenfolge in Fließrichtung)
- Wagnon
- Novion-Porcien
- Provisy, Gemeinde Novion-Porcien
- Dyonne, Gemeinde Sorbon
- Le Moulin de Sery, Gemeinde Sery
- Arnicourt
- Inaumont